# Scymnus louisianae
Scymnus louisianae är en skalbaggsart som beskrevs av J. Chapin 1973. Scymnus louisianae ingår i släktet Scymnus och familjen nyckelpigor. Inga underarter finns listade i Catalogue of Life.